# Campionato italiano di ciclismo su strada 1909
Il Campionato italiano di ciclismo su strada 1909, quarta edizione della corsa, si svolse il 26 agosto 1909 su un percorso di 194 km. La vittoria fu appannaggio di Dario Beni, che completò il percorso in 6h55'00", precedendo Mario Bruschera e Giovanni Cuniolo.

## Ordine d'arrivo (Top 10)
| Pos. | Corridore         | Squadra                 | Tempo    |
| ---- | ----------------- | ----------------------- | -------- |
| 1    | Dario Beni        | Bianchi-Dunlop          | 6h55'00" |
| 2    | Mario Bruschera   | Atala-Dunlop            | s.t.     |
| 3    | Giovanni Cuniolo  | Rudge Whitworth-Pirelli | s.t.     |
| 4    | Cesare Zanzottera | Indipendente            | s.t.     |
| 5    | Luigi Azzini      | Labor                   | s.t.     |
| 6    | Giovanni Marchese | Bianchi-Dunlop          | s.t.     |
| 7    | Battista Danesi   | Atala-Dunlop            | s.t.     |
| 8    | Piero Lampaggi    | Bianchi-Dunlop          | s.t.     |
| 9    | Carlo Mairani     | Indipendente            | s.t.     |
| 10   | Ernesto Azzini    | Atena                   | s.t.     |